# Узуфрукт
Узуфрукт (у римському праві) — право особи користування чужою земельною ділянкою з правом вилучення плодів від нього, але з умовою збереження його цілісності і господарської приналежності. Наприклад: оренда озера, без його цільових змін.
Узуфрукт — це обмежене речове право (або речове право), яке існує в цивільно-правових і змішаних юрисдикціях, яке об’єднує два майнові інтереси usus і fructus:
- Usus (користування) — це право користування або користування річчю, якою володіє, безпосередньо і без її зміни.
- Fructus (плід, у переносному значенні) — це право отримувати прибуток від речі, якою володіє: наприклад, шляхом продажу врожаю, здачі в оренду нерухомого або долученого рухомого майна, оподаткування входу тощо.

Узуфрукт або надається частково, або перебуває у спільній власності, якщо майно не пошкоджено чи знищено. Третім цивільним майновим інтересом є abusus (буквально зловживання), право відчужувати річ, якою володіє, або шляхом її споживання чи знищення (наприклад, з метою отримання прибутку), або шляхом передачі її комусь іншому (наприклад, продаж, обмін, дарування). Той, хто користується всіма трьома правами, має повну власність.
Загалом, узуфрукт – це система, за якої особа або група осіб користується нерухомим майном (часто землею) іншої особи. «Узуфруктуар» не володіє майном, але має в ньому інтерес, який санкціонований або дозволений за договором власником. Існують дві різні системи узуфрукту: досконала та недосконала. При досконалому узуфрукті узуфруктуарій має право використовувати майно, але не може суттєво його змінити. Наприклад, власник малого підприємства може захворіти і надати право узуфрукту фізичній особі для ведення свого бізнесу. Таким чином, узуфруктуарій має право керувати бізнесом і отримувати від нього дохід, але не має права, наприклад, зруйнувати бізнес і замінити його, або продати його. Недосконала система узуфрукту дає узуфруктуарію певну можливість змінювати власність. Наприклад, якщо власник землі надає земельну ділянку узуфруктуарію для сільськогосподарського використання, узуфруктуарій може мати право не тільки вирощувати зернові культури на цій землі, але й робити поліпшення, які сприятимуть веденню сільського господарства, скажімо, шляхом будівництва комори. Однак це може бути невигідним для узуфруктуарія: якщо узуфруктуарій робить матеріальні поліпшення — наприклад, будівлю, або прикріплені до будівлі пристосування, або інші стаціонарні споруди — до свого узуфрукту, він не володіє поліпшеннями та будь-якими коштами, витраченими на них. Покращення належатимуть первісному власнику після закінчення узуфрукту.
У багатьох системах узуфруктуарного майна, таких як традиційна система ехідо в Мексиці, окремі особи або групи можуть лише набувати узуфрукт майна, а не юридичне право власності. Узуфрукт прямо прирівнюється до довічного майна загального права, за винятком того, що узуфрукт може бути наданий на термін, менший за весь час життя власника.

## Історія
Узуфрукт походить із цивільного права, згідно з яким це підпорядковане речове право (ius in re aliena) обмеженого терміну дії, зазвичай протягом усього життя особи. Власник узуфрукту, відомий як узуфруктуарій, має право користуватися (usus) майном і користуватися його плодами (fructus). У сучасних термінах fructus більш-менш відповідає прибутку, який можна отримати, як-от продаж «плодів» (у прямому та переносному значеннях) землі або оренда будинку.
Фрукти стосуються будь-яких поновлюваних товарів на власності, включаючи (серед іншого) фактичні фрукти, худобу та навіть орендні платежі, отримані від власності. Їх можна розділити на цивільні (fructus civiles), промислові (fructus industriales) і природні фрукти (fructus naturales), останні з яких за римським правом включали рабів і худобу.
Згідно з римським правом, узуфрукт був різновидом особистого сервітуту (servitutes personarum), вигідного права на чужу власність. Узуфруктуарій ніколи не володів цією власністю (на підставі того, що якщо він взагалі володів, то робив це через власника), але він мав інтерес у самій власності протягом певного періоду, або на кілька років, або на все життя. На відміну від власника узуфруктуарій не мав права відчуження (abusus), але він міг продати або здати в оренду свій узуфруктуарний інтерес. Навіть незважаючи на те, що узуфруктуарій не мав прав власності, він міг подати позов про допомогу у формі модифікованої заборони на володіння (заборонний наказ).
У деяких корінних культурах узуфрукт означає, що земля є спільною власністю людей, але сім’ї та окремі особи мають право користуватися певними ділянками землі. Земля вважається землею села або громади, а не власністю окремих людей. Хоча люди можуть брати плоди землі, вони не можуть продавати або зловживати ними таким чином, щоб припинити подальше використання землі громадою.
Стародавні приклади узуфрукту знаходяться в Кодексі Хаммурапі та Законі Мойсея. Закон Мойсея наказував власникам майна не збирати врожай на своїх полях і залишав відбирання для бідних.
У 1789 році Томас Джефферсон написав, що «Земля належить – як узуфрукт – живим». Метафора Джефферсона означає, що, як і узуфруктуарій, люди мають право використовувати землю для власної користі та отримувати від неї прибуток, але лише в тій мірі, в якій їхні дії не збіднюють щедроти землі для майбутніх поколінь. Іншими словами, це було вираження як прав (живих), так і обов’язків (живих перед тими, хто ще не народився). Використання Джефферсоном слова «живий» тут є критичним: він мав на увазі, що узуфруктуарії світу — це ті, хто живі, а не померлі минулі покоління. Ця ідея суттєво вплинула на Джефферсона протягом усього його життя та призвела до його визнання того, що Конституція Сполучених Штатів буде переглянута майбутніми поколіннями, і була частиною причини того, що Конституція містить положення про власну поправку. 

## Місцеві відмінності

### Франція
У Франції право узуфрукту поширюється на спадщину. Згідно з французьким законодавством, невід’ємна частина, відома як примусове майно, переходить до подружжя померлого, який пережив його, і передається (з частками, розподіленими відповідно до кількості дітей), а решта майна – вільне майно – може вільно розпоряджатися за заповітом. Однак той з подружжя, який залишився в живих, може вирішити розподілити примусове майно як є, або перетворити його на узуфрукт, або розділити майно на частину, що підлягає розподілу, і товар узуфрукту на все життя дітей. У разі вибору узуфрукту встановлюється вартість процентів за узуфрукт для цілей податку на спадщину, які сплачує той з подружжя, який пережив, за ковзною шкалою відповідно до його/її віку.
Вартість меблів і предметів домашнього вжитку розраховується за стандартною формулою на основі оціночної вартості ліквідних і неліквідних активів спадщини, потім віднімається вартість узуфрукту для чоловіка, який пережив, і, нарешті, залишок розподіляється між дітьми на смерть того з подружжя, який пережив. Це спрощує поводження з предметами домашнього вжитку, оскільки чоловік/дружина, який пережив, має право підтримувати, замінювати або розпоряджатися ними за своїм бажанням протягом свого/її життя, причому грошова вартість речей переходить до дітей. Право власності на активи не переходить, а узуфрукт зникає після смерті або після закінчення строку років. Узуфрукт відрізняється від трасту чи подібного договору. Французьке право пориває з римським правом, тлумачачи узуфрукт не як сервітут, а радше як володіння.

### Сполучені Штати Америки

#### Луїзіана
Хоча Сполучені Штати здебільшого є юрисдикцією загального права, яка визнає довічне майно замість узуфрукту, Луїзіана є юрисдикцією цивільного права, зокрема за французькою та іспанською моделями. У Луїзіані узуфрукти зазвичай створюються у спосіб, подібний до інших речових прав, даруванням («пожертва»), заповітом («заповіт») або дією закону. Тим не менш, їм зазвичай надається cestui que vie. Якщо інше не передбачено заповітом, частка спільного майна особи переходить до нащадків як голих власників («голих власників»); незважаючи на це, якщо ця особа має живого чоловіка, останній отримає право узуфрукту на цю частину майна до смерті або повторного шлюбу (стаття 890 Цивільного кодексу США). За деяких інших умов може виникнути узуфрукт, що надає права батькам цієї особи.[8]

#### Джорджія
Хоча Джорджія не поділяє історію цивільного права Луїзіани, Генеральна Асамблея Джорджії законодавчо встановила узуфрукт. У Джорджії узуфрукт — це «права або привілеї, які зазвичай виникають у зв’язку з відносинами орендодавця та орендаря, а також привілеї, надані орендарям, які роками володіють меншою часткою власності в нерухомості, ніж у власності». Відповідно до законодавства Джорджії, якщо землевласник надає оренду на термін менше п’яти років, договір оренди є узуфруктом, і землевласник зберігає майно. Крім того, суди штату Джорджія вважають узуфруктом будь-які відносини між землевласником і орендарем, якщо обмеження є «настільки поширеними, щоб бути принципово несумісними з концепцією нерухомості протягом багатьох років», або якщо землевласник зберігає «панування та контроль» над бізнесом. діючи на майні.

### Філіппіни
Законодавство Філіппін, що стосується узуфрукту, викладено головним чином у розділі VI Цивільного кодексу Філіппін.]

### Таїланд
У Таїланді Комерційний і Цивільний кодекс базується на Європейському цивільному кодексі та визнає поняття узуфрукту в пунктах 1417-1428. Узуфрукт може здійснюватися на все життя або максимум на 30 років відповідно до закону. Його потрібно зареєструвати в місцевому земельному відділі, щоб він мав повну силу для третіх сторін, за документом на право власності Nor Sor Sam або вищим.

### Шотландія
Довічна оренда, під якою узуфрукт відомий у шотландському праві, — це право на довічне отримання вигод від майна чи іншого активу без права розпорядження майном чи активом. Особа, яка користується цим правом, називається довічно орендарем. Власник майна, обтяженого узуфруктом, називається фіаром, а право власності відоме як плата.

### Куба
Узуфрукт було відроджено в рамках сільськогосподарських змін, пов’язаних з особливим періодом Куби. У спадок від санкцій і економічного занепаду на Кубі накопичилося багато руйнуючих будівель, які неможливо було відремонтувати. Їх знесли, а порожні ділянки простоювали роками, поки нестача продовольства змусила кубинців використовувати кожен клаптик землі. Спочатку це був спеціальний процес, коли звичайні кубинці виявляли ініціативу вирощувати власну їжу на будь-якій доступній ділянці землі. Володіння, але не власність, було формалізовано за допомогою законодавчої бази, що використовує узуфрукт, щоб надати фермерам права на участь у прибутках на продукти, вироблені із землі, але не право власності на саму землю.

## Соціальна екологія
Узуфрукт є центральним поняттям соціальної екології. Мюррей Букчин неофіційно визначає узуфрукт як
Свобода індивідів у спільноті привласнювати ресурси лише в силу того, що вони їх використовують [16]
Букчин протиставляє Usufruct інші відносини власності, кажучи:
Коротше кажучи, узуфрукт якісно відрізняється від quid pro quo взаємності, обміну та взаємодопомоги — усі вони застрягли в принизливих рахункових книгах історії з їх «справедливими» показниками та «чесними» балансами.
Він поєднує концепцію узуфрукту з доповненням і незнижуваним мінімумом як основою свого етичного світогляду.
Те, що «цивілізація» дала нам, незважаючи на себе, це визнання того, що давні цінності узуфрукту, комплементарності та незнижуваного мінімуму мають бути поширені від родинної групи до людства в цілому. 